# 163640 Newberg
163640 Newberg è un asteroide della fascia principale. Scoperto nel 2002, presenta un'orbita caratterizzata da un semiasse maggiore pari a 3,1800816 UA e da un'eccentricità di 0,1512134, inclinata di 8,30539° rispetto all'eclittica.